# NGC 4683
NGC 4683 (również PGC 43182) – galaktyka eliptyczna (E/SB0), znajdująca się w gwiazdozbiorze Centaura. Odkrył ją John Herschel 8 czerwca 1834 roku.